# Digital Scale Music
Digital Scale Music – siódmy album studyjny polskiego rapera Kaza Bałaganego. Wydawnictwo ukazało się 23 października 2020 nakładem wytwórni muzycznej Narkopop w dystrybucji Universal Music Polska.
Album jest utrzymany w stylu muzyki hip-hop. Składa się z wersji standardowej (1 CD).
Płyta dotarła do 3. miejsca polskiej listy sprzedaży – OLiS. Wydawnictwo uzyskało status złotej płyty, przekraczając liczbę 15 tysięcy sprzedanych kopii.

## Lista utworów
Opracowano na podstawie materiału źródłowego.
| Digital Scale Music – Wersja standardowa | Digital Scale Music – Wersja standardowa  | Digital Scale Music – Wersja standardowa |
| Nr                                       | Tytuł utworu                              | Długość                                  |
| ---------------------------------------- | ----------------------------------------- | ---------------------------------------- |
| 1.                                       | „40 i 4”                                  | 3:50                                     |
| 2.                                       | „Nic Nie Jest Takie, Na Jakie Wygląda”    | 2:53                                     |
| 3.                                       | „Sildenafil Boy”                          | 2:48                                     |
| 4.                                       | „Znałem typa 2”                           | 2:20                                     |
| 5.                                       | „Zegar” (oraz Kabe, Chris Carson)         | 2:58                                     |
| 6.                                       | „Weź Nie Panikuj”                         | 2:31                                     |
| 7.                                       | „Zapytania”                               | 2:56                                     |
| 8.                                       | „Elegancki Pan” (oraz Białas)             | 3:00                                     |
| 9.                                       | „Matematyka” (oraz Berson)                | 3:50                                     |
| 10.                                      | „Digital Scale Music” (oraz AMEN)         | 2:34                                     |
| 11.                                      | „Ona Należy Do Podwórek”                  | 2:30                                     |
| 12.                                      | „Kuliakan”                                | 3:00                                     |
| 13.                                      | „Fortaleza”                               | 2:49                                     |
| 14.                                      | „Nowe Szklane Domy” (oraz Taco Hemingway) | 2:52                                     |
| 15.                                      | „Pierwszy Kajdan”                         | 4:00                                     |
| 16.                                      | „Za Linią” (oraz Pezet)                   | 2:47                                     |
| 17.                                      | „Drugi Blok”                              | 3:16                                     |
| 18.                                      | „Dobranoc”                                | 3:42                                     |
| 19.                                      | „Stalker”                                 | 2:56                                     |
| 20.                                      | „Polo TV”                                 | 4:24                                     |
| 21.                                      | „Motylek”                                 | 3:12                                     |
| 22.                                      | „Made in Poldon”                          | 2:12                                     |
|                                          |                                           | 1:07:20                                  |

## Pozycja na liście sprzedaży

### Pozycja na liście tygodniowej
| Kraj   | Lista (2020)  | Najwyższa pozycja |
| ------ | ------------- | ----------------- |
| Polska | OLiS – albumy | 3                 |

## Certyfikaty
| Kraj          | Certyfikat  | Sprzedaż |
| ------------- | ----------- | -------- |
| Polska (ZPAV) | złota płyta | 15 000+  |